# Miha Šimenc
Miha Šimenc (Lubiana, 21 dicembre 1995) è un fondista sloveno.

## Biografia
Attivo in gare FIS dal marzo del 2010, Šimenc ha esordito in Coppa del Mondo il 13 dicembre 2015 a Davos (40º), ai Campionati mondiali a Lahti 2017, dove si è classificato 35º nella sprint e 13º nella sprint a squadre, a ai Giochi olimpici invernali a Pyeongchang 2018, piazzandosi 88º nella 15 km, 32º nella sprint e 21º nella sprint a squadre; nella stagione successiva ai Mondiali di Seefeld in Tirol è stato 33º nella sprint e 9º nella sprint a squadre. L'anno dopo ai XXIV Giochi olimpici invernali di Pechino 2022 si è classificato 71º nella 15 km, 44º nella sprint, 16º nella sprint a squadre e 14º nella staffetta; ai Mondiali di Planica 2023 si è piazzato 38º nella 15 km, 22º nella sprint, 14º nella sprint a squadre, 11º nella staffetta e non ha completato la 50 km e a quelli di Trondheim 2025 è stato 48º nella 10 km, 39º nella sprint, 44º nello skiathlon, 11º nella sprint a squadre e 14º nella staffetta.

## Palmarès

### Coppa del Mondo
- Miglior piazzamento in classifica generale: 49º nel 2019